# Zakaria Chibab
Zakaria Chibab (àrab: زكريا شهاب)  (Mandat francès per Síria, 5 de març de 1926 - Al-Kuwait, novembre 1984) va ser un lluitador libanès, especialista en lluita grecoromana, que va competir durant la dècada de 1950.
El 1952 va prendre part en els Jocs Olímpics de Hèlsinki, on guanyà la medalla de plata en la competició del pes gall del programa de lluita grecoromana.